# Ліга чемпіонів УЄФА 2022—2023
Ліга чемпіонів УЄФА 2022—2023 — 68-й сезон найпрестижнішого клубного турніру під егідою УЄФА та 31-й з моменту перейменування Кубку європейських чемпіонів на Лігу чемпіонів УЄФА.
Фінал відбувся 10 червня 2023 року на Олімпійському стадіоні у Стамбулі (Туреччина). Переможець Ліги чемпіонів УЄФА 2022—23 автоматично потрапляє до Групового етапу Ліги чемпіонів 2023—24, а також зіграє з переможцем Ліги Європи УЄФА 2022—23 за Суперкубок УЄФА 2023.

## Розподіл асоціацій
У Лізі чемпіонів УЄФА 2022—23 беруть участь 78 команд з 53 асоціацій‑членів УЄФА (за виключенням Ліхтенштейну, який не проводить національний чемпіонат та росії). Для визначення кількості команд‑учасників від кожної з асоціацій використовується рейтинг асоціацій УЄФА:
- Асоціації 1–4 мають по чотири команди.
- Асоціації 5–6 мають по три команди.
- Асоціації 7–15 (окрім росії) мають по дві команди.
- Асоціації 16–55 (окрім Ліхтенштейну) мають по одній команді.
- Окрім того, переможець Ліги чемпіонів УЄФА 2021—22 та Ліги Європи УЄФА 2021—22 отримують по путівці кожен, якщо не кваліфікуються до Ліги чемпіонів 2022—23 шляхом через національний чемпіонат.

### Рейтинг асоціацій
Для Ліги чемпіонів УЄФА 2022—23, використовуються місця асоціацій у рейтинг асоціацій УЄФА 2021, який враховує результати країн у європейських клубних змаганнях з сезону 2016—17 по 2020—21.
Команди, які потрапили до Ліги чемпіонів іншим шляхом, відмічені так:
- (ЛЧ) – Додаткова путівка для переможця попередньої Ліги чемпіонів УЄФА
- (ЛЄ) – Додаткова путівка для переможця попередньої Ліги Європи УЄФА

| №  | Асоціація  | Коеф.   | Команди | Примітки |
| -- | ---------- | ------- | ------- | -------- |
| 1  | Англія     | 100.569 | 4       |          |
| 2  | Іспанія    | 97.855  | 4       |          |
| 3  | Італія     | 75.438  | 4       |          |
| 4  | Німеччина  | 73.570  | 4       | +1 (ЛЄ)  |
| 5  | Франція    | 56.081  | 3       |          |
| 6  | Португалія | 48.549  | 3       |          |
| 7  | Нідерланди | 39.200  | 2       |          |
| 8  | Росія      | 38.382  | 0       |          |
| 9  | Бельгія    | 36.500  | 2       |          |
| 10 | Австрія    | 35.825  | 2       |          |
| 11 | Шотландія  | 33.375  | 2       |          |
| 12 | Україна    | 33.100  | 2       |          |
| 13 | Туреччина  | 30.100  | 2       |          |
| 14 | Данія      | 27.875  | 2       |          |
| 15 | Кіпр       | 27.750  | 2       |          |
| 16 | Сербія     | 26.750  | 1       |          |
| 17 | Чехія      | 26.600  | 1       |          |
| 18 | Хорватія   | 26.275  | 1       |          |
| 19 | Швейцарія  | 26.225  | 1       |          |

| №  | Асоціація            | Коеф.  | Команди | Примітки |
| -- | -------------------- | ------ | ------- | -------- |
| 20 | Греція               | 26.000 | 1       |          |
| 21 | Ізраїль              | 24.375 | 1       |          |
| 22 | Норвегія             | 21.000 | 1       |          |
| 23 | Швеція               | 20.500 | 1       |          |
| 24 | Болгарія             | 20.375 | 1       |          |
| 25 | Румунія              | 18.200 | 1       |          |
| 26 | Азербайджан          | 16.875 | 1       |          |
| 27 | Казахстан            | 15.625 | 1       |          |
| 28 | Угорщина             | 15.500 | 1       |          |
| 29 | Білорусь             | 15.250 | 1       |          |
| 30 | Польща               | 15.125 | 1       |          |
| 31 | Словенія             | 14.250 | 1       |          |
| 32 | Словаччина           | 13.625 | 1       |          |
| 33 | Ліхтенштейн          | 9.000  | 0       |          |
| 34 | Литва                | 8.750  | 1       |          |
| 35 | Люксембург           | 8.250  | 1       |          |
| 36 | Боснія і Герцеговина | 8.000  | 1       |          |
| 37 | Ірландія             | 7.875  | 1       |          |

| №  | Асоціація         | Коеф. | Команди | Примітки |
| -- | ----------------- | ----- | ------- | -------- |
| 38 | Македонія         | 7.625 | 1       |          |
| 39 | Вірменія          | 7.375 | 1       |          |
| 40 | Латвія            | 7.375 | 1       |          |
| 41 | Албанія           | 7.250 | 1       |          |
| 42 | Північна Ірландія | 6.958 | 1       |          |
| 43 | Грузія            | 6.875 | 1       |          |
| 44 | Фінляндія         | 6.875 | 1       |          |
| 45 | Молдова           | 6.875 | 1       |          |
| 46 | Мальта            | 6.375 | 1       |          |
| 47 | Фарерські острови | 6.125 | 1       |          |
| 48 | Косово            | 5.833 | 1       |          |
| 49 | Гібралтар         | 5.666 | 1       |          |
| 50 | Чорногорія        | 5.000 | 1       |          |
| 51 | Уельс             | 5.000 | 1       |          |
| 52 | Ісландія          | 4.875 | 1       |          |
| 53 | Естонія           | 4.750 | 1       |          |
| 54 | Андорра           | 3.331 | 1       |          |
| 55 | Сан-Марино        | 1.166 | 1       |          |

### Розподіл за раундами
Наведена нижче таблиця показує список квот за замовчуванням.
|                                              |                                              | Команди, що починають з цього раунду | Команди, що проходять з попереднього раунду                                                                             |
| -------------------------------------------- | -------------------------------------------- | --- | --- |
| Попередній кваліфікаційний раунд (4 команди) | Попередній кваліфікаційний раунд (4 команди) | - 4 чемпіони з асоціацій 52–55 | |
| Перший кваліфікаційний раунд (30 команд)     | Перший кваліфікаційний раунд (30 команд)     | - 29 чемпіони з асоціацій 22–51 (окрім Ліхтенштейну) | - 1 переможець попереднього кваліфікаційного раунду                                                                     |
| Другий кваліфікаційний раунд (24 команд)     | Шлях чемпіонів (20 команд)                   | - 5 чемпіони з асоціацій 17–21 | - 15 переможців першого кваліфікаційного раунду                                                                         |
| Другий кваліфікаційний раунд (24 команд)     | Шлях нечемпіонів (6 команд)                  | - 4 клубів, що зайняли другі місця в чемпіонатах асоціацій 12–15 | |
| Третій кваліфікаційний раунд (20 команд)     | Шлях чемпіонів (12 команд)                   | - 2 чемпіони з асоціацій 15–16 | - 10 переможців другого кваліфікаційного раунду (Шлях чемпіонів)                                                        |
| Третій кваліфікаційний раунд (20 команд)     | Шлях нечемпіонів (8 команди)                 | - 4 клуби, що зайняли другі місця в чемпіонатах асоціацій 7–11 (за виключенням асоціації №8) - 2 клуби, що зайняли треті місця в чемпіонатах асоціацій 5–6 | - 2 переможця другого кваліфікаційного раунду (Шлях нечемпіонів)                                                        |
| Раунд плей-оф (12 команд)                    | Шлях чемпіонів (8 команд)                    | - 2 чемпіони з асоціацій 13–14 | - 6 переможців третього кваліфікаційного раунду (Шлях чемпіонів)                                                        |
| Раунд плей-оф (12 команд)                    | Шлях нечемпіонів (4 команди)                 | | - 4 переможці третього кваліфікаційного раунду (Шлях нечемпіонів)                                                       |
| Груповий етап (32 команди)                   | Груповий етап (32 команди)                   | - Переможець попереднього сезону Ліги Європи - 11 чемпіонів з асоціацій 1–12 (за виключенням асоціації №8) - 6 клубів, що зайняли другі місця в чемпіонатах асоціацій 1–6 - 4 клуби, що зайняли треті місця в чемпіонатах асоціацій 1–4 - 4 клуби, що зайняли четверті місця в чемпіонатах асоціацій 1–4 | - 4 переможці раунду плей-оф (Шлях чемпіонів) - 2 переможця раунду плей-оф (Шлях нечемпіонів)                           |
| Плей-оф (16 команд)                          | Плей-оф (16 команд)                          | | - 8 клубів, які посіли перші місця у групах групового етапу - 8 клубів, які посіли другі місця у групах групового етапу |

Через вилучення клубів з асоціації 8, список квот зазнав таких змін:
- Чемпіон національного чемпіонату з асоціації 12 (Шотландія) потрапив до групового етапу замість раунду плей-оф.
- Чемпіон національного чемпіонату з асоціації 13 (Туреччина) потрапив до раунду плей-оф замість третього кваліфікаційного раунду.
- Чемпіон національного чемпіонату з асоціації 15 (Кіпр) потрапив до третього кваліфікаційного раунду замість другого кваліфікаційного раунду.
- Чемпіони національних чемпіонатів з асоціацій 18 (Хорватія) та 19 (Швейцарія) потрапили до другого кваліфікаційного раунду замість першого кваліфікаційного раунду.

Оскільки переможцем Ліги чемпіонів 2021-22 стане або Ліверпуль, або Реал Мадрид та обидва потрапляють до Ліги чемпіонів через свої національні чемпіонати (серед двох найкращих Прем'єр-ліги 2021—22 та чемпіон Ла-Ліги 2021—22 відповідно), список квот зазнав таких змін:
- Чемпіон національного чемпіонату з асоціації 12 (Україна) потрапляє до групового етапу замість раунду плей-оф.
- Чемпіон національного чемпіонату з асоціації 14 (Данія) потрапляє до раунду плей-оф замість третього кваліфікаційного раунду.
- Чемпіон національного чемпіонату з асоціації 16 (Сербія) потрапляє до третього кваліфікаційного раунду замість другого кваліфікаційного раунду.
- Чемпіон національного чемпіонату з асоціації 20 (Греція) та 21 (Ізраїль) потрапляє до другого кваліфікаційного раунду замість першого кваліфікаційного раунду.

У Лігу чемпіонів може потрапити не більше 5 команд з однієї асоціації. Таким чином, якщо обидва переможці Ліги чемпіонів та Ліги Європи будуть з однієї асоціації, яка займає 1—4 місце в рейтингу, та хоча б один з них завершить сезон нижче 4 місця в національному чемпіонаті, четверте місце ліги не потрапить до Ліги чемпіонів, а натомість буде змагатися в Лізі Європи.

### Команди
Примітки в дужках пояснюють, як команда потрапила у свій початковий етап:
- ЛЧ: переможець попереднього розіграшу Ліги чемпіонів УЄФА
- ЛЄ: переможець попереднього розіграшу Ліги чемпіонів УЄФА
- 1-е, 2-е, 3-є, тощо: місце в попередньому сезоні національного чемпіонату
- Нез.: місце в попередньому сезоні національного чемпіонату, який не було завершено та визначається асоціацією; вибір команд має затвердити УЄФА

Другий, третій кваліфікаційні раунди та раунд плей-оф розділяється на шлях чемпіонів (ШЧ) та шлях нечемпіонів (ШН).
| Груповий етап                    | Груповий етап                    | Айнтрахт (Франкфурт) (ЛЄ)  | Манчестер Сіті (1-е)       | Ліверпуль (2-е)           | Челсі (3-є)             |
| Груповий етап                    | Груповий етап                    | Тоттенгем Готспур (4-е)    | Реал Мадрид (1-е) ЛЧ       | Барселона (2-е)           | Атлетіко (Мадрид) (3-є) |
| Груповий етап                    | Груповий етап                    | Севілья (4-е)              | Мілан (1-е)                | Інтер (2-е)               | Наполі (3-є)            |
| Груповий етап                    | Груповий етап                    | Ювентус (4-е)              | Баварія (1-е)              | Боруссія (Дортмунд) (2-е) | Баєр 04 (3-є)           |
| Груповий етап                    | Груповий етап                    | РБ Лейпциг (4-е)           | Парі Сен-Жермен (1-е)      | Марсель (2-е)             | Порту (1-е)             |
| Груповий етап                    | Груповий етап                    | Спортінг (2-е)             | Аякс (1-е)                 | Брюгге (1-е)              | Ред Булл (1-е)          |
| Груповий етап                    | Груповий етап                    | Селтік (1-е)               | Шахтар (Нез. 1-е)[Пр. UKR] |                           |                         |
|                                  |                                  |                            |                            |                           |                         |
| Раунд плей-оф                    | ШЧ                               | Трабзонспор (1-е)          | Копенгаген (1-е)           |                           |                         |
|                                  |                                  |                            |                            |                           |                         |
| Третій кваліфікаційний раунд     | ШЧ                               | Аполлон (1-е)              | Црвена Звезда (1-е)        |                           |                         |
| Третій кваліфікаційний раунд     | ШН                               | Монако (3-є)               | Бенфіка (3-є)              | ПСВ (2-е)                 | Юніон Сент-Жилуаз (2-е) |
| Третій кваліфікаційний раунд     | ШН                               | Штурм (2-е)                | Рейнджерс (2-е)            |                           |                         |
|                                  |                                  |                            |                            |                           |                         |
| Другий кваліфікаційний раунд     | ШЧ                               | Вікторія (Пльзень) (1-е)   | Динамо (1-е)               | Цюрих (1-е)               | Олімпіакос (1-е)        |
| Другий кваліфікаційний раунд     | ШЧ                               | Маккабі (Хайфа) (1-е)      |                            |                           |                         |
| Другий кваліфікаційний раунд     | ШН                               | Динамо (Нез. 2-е)[Пр. UKR] | Фенербахче (2-е)           | Мідтьюлланн (2-е)         | АЕК (2-е)               |
|                                  |                                  |                            |                            |                           |                         |
| Перший кваліфікаційний раунд     | Перший кваліфікаційний раунд     | Буде-Глімт (1-е)           | Мальме (1-е)               | Лудогорець (1-е)          | Клуж (1-е)              |
| Перший кваліфікаційний раунд     | Перший кваліфікаційний раунд     | Карабах (1-е)              | Тобол (1-е)                | Ференцварош (1-е)         | Шахтар (1-е)            |
| Перший кваліфікаційний раунд     | Перший кваліфікаційний раунд     | Лех (Познань) (1-е)        | Марибор (1-е)              | Слован (Братислава) (1-е) | Жальгіріс (1-е)         |
| Перший кваліфікаційний раунд     | Перший кваліфікаційний раунд     | Ф91 Дюделанж (1-е)         | Зриньські (1-е)            | Шемрок Роверс (1-е)       | Шкупі (1-е)             |
| Перший кваліфікаційний раунд     | Перший кваліфікаційний раунд     | Пюнік (1-е)                | РФШ (1-е)                  | Тирана (1-е)              | Лінфілд (1-е)           |
| Перший кваліфікаційний раунд     | Перший кваліфікаційний раунд     | Динамо (Батумі) (1-е)      | ГІК (1-е)                  | Шериф (1-е)               | Гіберніанс (1-е)        |
| Перший кваліфікаційний раунд     | Перший кваліфікаційний раунд     | Клаксвік (1-е)             | Балкані (1-е)              | Лінкольн Ред Імпс (1-е)   | Сутьєска (1-е)          |
| Перший кваліфікаційний раунд     | Перший кваліфікаційний раунд     | Нью-Сейнтс (1-е)           |                            |                           |                         |
|                                  |                                  |                            |                            |                           |                         |
| Попередній кваліфікаційний раунд | Попередній кваліфікаційний раунд | Вікінгур (1-е)             | ФКІ Левадія (1-е)          | Інтер (Ескальдес) (1-е)   | Ла Фіоріта (1-е)        |

Примітки
1. ^ Росія (RUS): УЄФА виключили російські клуби з усіх змагань через повномасштабне вторгнення в Україну.[4][5] 2 травня 2022 УЄФА підтвердили рішення про виключення клубів з сезону 2022—23.[3]
2. ^ Україна (UKR): Українську Прем'єр-лігу 2021—22 не було завершено через повномасштабне вторгнення Росії. Дві перші команди на момент зупинення чемпіонату — Шахтар (Донецьк) та Динамо (Київ) відповідно — були обрані Українською асоціацією футболу для участі у Лізі чемпіонів.

## Розклад матчів і жеребкувань
Розклад матчів і жеребкувань наведено в таблиці. Матчі заплановані на вівторок та середу (окрім матчів попереднього матчу кваліфікації та фіналу). Матчів мають починатися о 19:45 та 22:00 за київським часом.
Через Чемпіонат світу 2022 з 21 листопада по 18 грудня 2022, груповий етап зміщено: він почнеться в першому тижні вересня по перший тиждень листопада 2022, щоб уникнути конфлікту з Чемпіонатом світу.
Усі жеребкування проводяться у штаб-квартирі УЄФА у Ньйоні (Швейцарія) о 14:00 чи 15:00 за київським часом.
| Етап          | Раунд                        | Дата жеребкування | Перші матчі                                               | Матчі-відповіді                                           |
| ------------- | ---------------------------- | ----------------- | --------------------------------------------------------- | --------------------------------------------------------- |
| Кваліфікація  | Попередній раунд             | 7 червня 2022     | 21 червня 2022 (півфінальні матчі)                        | 24 червня 2022 (фінальний матч)                           |
| Кваліфікація  | Перший кваліфікаційний раунд | 14 червня 2022    | 5-6 липня 2022                                            | 12-13 липня 2022                                          |
| Кваліфікація  | Другий кваліфікаційний раунд | 15 червня 2022    | 19-20 липня 2022                                          | 26-27 липня 2022                                          |
| Кваліфікація  | Третій кваліфікаційний раунд | 18 липня 2022     | 2-3 серпня 2022                                           | 9 серпня 2022                                             |
| Кваліфікація  | Раунд плей-оф                | 1 серпня 2022     | 16-17 серпня 2022                                         | 23-24 серпня 2022                                         |
| Груповий етап | Тур 1                        | 25 серпня 2022    | 6-7 вересня 2022                                          | 6-7 вересня 2022                                          |
| Груповий етап | Тур 2                        | 25 серпня 2022    | 13-14 вересня 2022                                        | 13-14 вересня 2022                                        |
| Груповий етап | Тур 3                        | 25 серпня 2022    | 4-5 жовтня 2022                                           | 4-5 жовтня 2022                                           |
| Груповий етап | Тур 4                        | 25 серпня 2022    | 11-12 жовтня 2022                                         | 11-12 жовтня 2022                                         |
| Груповий етап | Тур 5                        | 25 серпня 2022    | 25-26 жовтня 2022                                         | 25-26 жовтня 2022                                         |
| Груповий етап | Тур 6                        | 25 серпня 2022    | 1-2 листопада 2022                                        | 1-2 листопада 2022                                        |
| Плей-оф       | 1/8 фіналу                   | 7 листопада 2022  | 14-15 та 21-22 лютого 2023                                | 7-8 та 14-15 березня 2023                                 |
| Плей-оф       | 1/4 фіналу                   | 17 березня 2023   | 11-12 квітня 2023                                         | 18-19 квітня 2023                                         |
| Плей-оф       | 1/2 фіналу                   | 17 березня 2023   | 9-10 травня 2023                                          | 16-17 травня 2023                                         |
| Плей-оф       | Фінал                        | 17 березня 2023   | 10 червня 2023 («Олімпійський стадіон Ататюрка», Стамбул) | 10 червня 2023 («Олімпійський стадіон Ататюрка», Стамбул) |

## Кваліфікація
У раундах кваліфікації та плей-оф команди розподіляються на сіяні та несіяні відповідно до їхніх клубних коефіцієнтів 2022, за якими проводиться жеребкування, що визначає пари у двоматчевому протистоянні (крім попереднього раунду).

### Попередній кваліфікаційний раунд
Попередній раунд складається з одноматчевих півфіналів та фіналу. Жеребкування відбулося 7 червня 2022 року.
Півфінальні матчі пройшли 21 червня, а фінал — 24 червня 2022 року. Усі матчі були зіграні в Ісландії.
| Команда 1   | Рахунок | Команда 2         |
| ----------- | ------- | ----------------- |
| ФКІ Левадія | 1:6     | Вікінгур          |
| Ла Фіоріта  | 1:2     | Інтер (Ескальдес) |

| Команда 1         | Рахунок | Команда 2 |
| ----------------- | ------- | --------- |
| Інтер (Ескальдес) | 0:1     | Вікінгур  |

### Перший кваліфікаційний раунд
Жеребкування відбулося 14 червня 2022 року.
Перші матчі пройшли 5-6 липня, а матчі-відповіді — 12-13 липня 2022 року.
| Команда 1           | Заг.           | Команда 2         | 1-й матч | 2-й матч |
| ------------------- | -------------- | ----------------- | -------- | -------- |
| Пюнік               | 2:2 (пен. 4:3) | Клуж              | 0:0      | 2:2 (дч) |
| Марибор             | 2:0            | Шахтар            | 0:0      | 2:0      |
| Лудогорець          | 3:0            | Сутьєска          | 2:0      | 1:0      |
| Ф91 Дюделанж        | 3:1            | Тирана            | 1:0      | 2:1      |
| Тобол               | 1:5            | Ференцварош       | 0:0      | 1:5      |
| Мальме              | 6:5            | Вікінгур          | 3:2      | 3:3      |
| Балкані             | 1:2            | Жальгіріс         | 1:1      | 0:1 (дч) |
| ГІК                 | 2:2 (пен. 5:4) | РФШ               | 1:0      | 1:2 (дч) |
| Буде-Глімт          | 4:3            | Клаксвік          | 3:0      | 1:3      |
| Нью-Сейнтс          | 1:2            | Лінфілд           | 1:0      | 0:2      |
| Шемрок Роверс       | 3:0            | Гіберніанс        | 3:0      | 0:0      |
| Лех (Познань)       | 2:5            | Карабах           | 1:0      | 1:5      |
| Шкупі               | 3:2            | Лінкольн Ред Імпс | 3:0      | 0:2      |
| Зриньські           | 0:1            | Шериф             | 0:0      | 0:1      |
| Слован (Братислава) | 2:1            | Динамо (Батумі)   | 0:0      | 2:1 (дч) |

### Другий кваліфікаційний раунд
Жеребкування відбулося 15 червня 2022 року.
Перші матчі пройшли 19-20 липня, а матчі-відповіді — 26-27 липня 2022 року.
| Команда 1       | Заг. | Команда 2           | 1-й матч | 2-й матч |
| --------------- | ---- | ------------------- | -------- | -------- |
| Ференцварош     | 5:3  | Слован (Братислава) | 1:2      | 4:1      |
| Динамо          | 3:2  | Шкупі               | 2:2      | 1:0      |
| Карабах         | 5:4  | Цюрих               | 3:2      | 2:2 (дч) |
| ГІК             | 1:7  | Вікторія (Пльзень)  | 1:2      | 0:5      |
| Лінфілд         | 1:8  | Буде-Глімт          | 1:0      | 0:8      |
| Жальгіріс       | 3:0  | Мальме              | 1:0      | 2:0      |
| Лудогорець      | 4:2  | Шемрок Роверс       | 3:0      | 1:2      |
| Марибор         | 0:1  | Шериф               | 0:0      | 0:1      |
| Маккабі (Хайфа) | 5:1  | Олімпіакос          | 1:1      | 4:0      |
| Пюнік           | 4:2  | Ф91 Дюделанж        | 0:1      | 4:1      |

| Команда 1   | Заг.           | Команда 2  | 1-й матч | 2-й матч |
| ----------- | -------------- | ---------- | -------- | -------- |
| Мідтьюлланн | 2:2 (пен. 4:3) | АЕК        | 1:1      | 1:1 (дч) |
| Динамо      | 2:1            | Фенербахче | 0:0      | 2:1 (дч) |

### Третій кваліфікаційний раунд
Жеребкування відбулося 18 липня 2022 року.
Перші матчі пройшли 2-3 серпня, а матчі-відповіді 9 серпня 2022 року.
| Команда 1       | Заг. | Команда 2          | 1-й матч | 2-й матч |
| --------------- | ---- | ------------------ | -------- | -------- |
| Маккабі (Хайфа) | 4:2  | Аполлон (Лімасол)  | 4:0      | 0:2      |
| Карабах         | 4:2  | Ференцварош        | 1:1      | 3:1      |
| Лудогорець      | 3:6  | Динамо             | 1:2      | 2:4      |
| Шериф           | 2:4  | Вікторія (Пльзень) | 1:2      | 1:2      |
| Буде-Глімт      | 6:1  | Жальгіріс          | 5:0      | 1:1      |
| Црвена Звезда   | 7:0  | Пюнік              | 5:0      | 2:0      |

| Команда 1         | Заг. | Команда 2   | 1-й матч | 2-й матч |
| ----------------- | ---- | ----------- | -------- | -------- |
| Монако            | 3:4  | ПСВ         | 1:1      | 2:3 (дч) |
| Динамо            | 3:1  | Штурм       | 1:0      | 2:1 (дч) |
| Юніон Сент-Жилуаз | 2:3  | Рейнджерс   | 2:0      | 0:3      |
| Бенфіка           | 7:2  | Мідтьюлланн | 4:1      | 3:1      |

### Раунд плей-оф
Жеребкування відбулося 2 серпня 2022 року.
Перші матчі пройшли 16-17 серпня, а матчі-відповіді 23-24 серпня 2022 року.
| Команда 1       | Заг. | Команда 2          | 1-й матч | 2-й матч |
| --------------- | ---- | ------------------ | -------- | -------- |
| Карабах         | 1:2  | Вікторія (Пльзень) | 0:0      | 1:2      |
| Буде-Глімт      | 2:4  | Динамо             | 1:0      | 1:4 (дч) |
| Маккабі (Хайфа) | 5:4  | Црвена Звезда      | 3:2      | 2:2      |
| Копенгаген      | 2:1  | Трабзонспор        | 2:1      | 0:0      |

| Команда 1 | Заг. | Команда 2 | 1-й матч | 2-й матч |
| --------- | ---- | --------- | -------- | -------- |
| Динамо    | 0:5  | Бенфіка   | 0:2      | 0:3      |
| Рейнджерс | 3:2  | ПСВ       | 2:2      | 1:0      |

## Груповий етап
- Команди з Глазго
- Рейнджерс
- Селтік
- Команди з Лісабону
- Бенфіка
- Спортінг
- Команди з Лондону
- Тоттенгем Готспур
- Челсі
- Команди з Мадриду
- Атлетіко
- Реал Мадрид
- Команди з Мілану
- Інтер
- Мілан

Жеребкування групового етапу відбулося 25 серпня 2022 року. За результатами жеребкування 32 команди були поділені на 8 груп (по 4 команди в кожній). Для жеребкування команди розділено на 4 кошики за такими принципами:
- Кошик 1, до якого потрапили переможці попереднього сезону Ліги чемпіонів та Ліги Європи, а також чемпіони 6 найкращих асоціацій на основі рейтингу асоціацій УЄФА 2021.[1]
- Кошик 2, 3 та 4, до якого потрапили решта клубів, на основі клубних коефіцієнтів УЄФА 2022.[9]

Команди з однієї асоціації не можуть потрапити в одну групу.
Матчі групового етапу пройшли 6—7 і 13—14 вересня, 4—5, 11—12 та 25—26 жовтня, 2—3 і 23—24 листопада та 1—2 грудня 2022 року. Команди, які посіли перші та другі місця в групах, пройшли до 1/8 фіналу. Команди, які зайняли треті місця, пройшли до стикових матчів Ліги Європи.
Айнтрахт (Франкфурт) потрапили до групового етапу вперше. Це вперше, коли до групового етапу потрапили 5 клубів з Німеччини.
У груповому етапі представлені команди з 15 асоціацій. Цей сезон перший з сезону 1995-96, в якому жодна турецька команда не пройшла кваліфікацію. Також цього сезону вперше з сезону 2007-08 до групового етапу пройшли одразу дві шотландські команди.

### Група A
| Поз | Команда   | І | В | Н | П | ГЗ | ГП | РГ  | О  | Кваліфікація          |  | НАП | ЛІВ | АЯК | РЕЙ |
| --- | --------- | - | - | - | - | -- | -- | --- | -- | --------------------- |  | --- | --- | --- | --- |
| 1   | Наполі    | 6 | 5 | 0 | 1 | 20 | 6  | +14 | 15 | Вихід в 1/8 фіналу    |  | —   | 4:1 | 4:2 | 3:0 |
| 2   | Ліверпуль | 6 | 5 | 0 | 1 | 17 | 6  | +11 | 15 | Вихід в 1/8 фіналу    |  | 2:0 | —   | 2:1 | 2:0 |
| 3   | Аякс      | 6 | 2 | 0 | 4 | 11 | 16 | −5  | 6  | Перехід в Лігу Європи |  | 1:6 | 0:3 | —   | 4:0 |
| 4   | Рейнджерс | 6 | 0 | 0 | 6 | 2  | 22 | −20 | 0  |                       |  | 0:3 | 1:7 | 1:3 | —   |

1. 1 2  Різниця м'ячів в очних зустрічах: Наполі +1, Ліверпуль -1

### Група B
| Поз | Команда           | І | В | Н | П | ГЗ | ГП | РГ | О  | Кваліфікація          |  | ПОР | БРЮ | БАЙ | АТЛ |
| --- | ----------------- | - | - | - | - | -- | -- | -- | -- | --------------------- |  | --- | --- | --- | --- |
| 1   | Порту             | 6 | 4 | 0 | 2 | 12 | 7  | +5 | 12 | Вихід в 1/8 фіналу    |  | —   | 0:4 | 2:0 | 2:1 |
| 2   | Брюгге            | 6 | 3 | 2 | 1 | 7  | 4  | +3 | 11 | Вихід в 1/8 фіналу    |  | 0:4 | —   | 1:0 | 2:0 |
| 3   | Баєр 04           | 6 | 1 | 2 | 3 | 4  | 8  | −4 | 5  | Перехід в Лігу Європи |  | 0:3 | 0:0 | —   | 2:0 |
| 4   | Атлетіко (Мадрид) | 6 | 1 | 2 | 3 | 5  | 9  | −4 | 5  |                       |  | 2:1 | 0:0 | 2:2 | —   |

1. 1 2  Очки в очних зустрічах: Баєр 4, Атлетіко 1

### Група C
| Поз | Команда            | І | В | Н | П | ГЗ | ГП | РГ  | О  | Кваліфікація          |  | БАВ | ІНТ | БАР | ВКП |
| --- | ------------------ | - | - | - | - | -- | -- | --- | -- | --------------------- |  | --- | --- | --- | --- |
| 1   | Баварія            | 6 | 6 | 0 | 0 | 18 | 2  | +16 | 18 | Вихід в 1/8 фіналу    |  | —   | 2:0 | 2:0 | 5:0 |
| 2   | Інтер              | 6 | 3 | 1 | 2 | 10 | 7  | +3  | 10 | Вихід в 1/8 фіналу    |  | 0:2 | —   | 1:0 | 4:0 |
| 3   | Барселона          | 6 | 2 | 1 | 3 | 12 | 12 | 0   | 7  | Перехід в Лігу Європи |  | 0:3 | 3:3 | —   | 5:1 |
| 4   | Вікторія (Пльзень) | 6 | 0 | 0 | 6 | 5  | 24 | −19 | 0  |                       |  | 2:4 | 0:2 | 2:4 | —   |

### Група D
| Поз | Команда           | І | В | Н | П | ГЗ | ГП | РГ | О  | Кваліфікація          |  | ТОТ | АЙН | СПО | МАР |
| --- | ----------------- | - | - | - | - | -- | -- | -- | -- | --------------------- |  | --- | --- | --- | --- |
| 1   | Тоттенгем Готспур | 6 | 3 | 2 | 1 | 8  | 6  | +2 | 11 | Вихід в 1/8 фіналу    |  | —   | 3:2 | 1:1 | 2:0 |
| 2   | Айнтрахт          | 6 | 3 | 1 | 2 | 7  | 8  | −1 | 10 | Вихід в 1/8 фіналу    |  | 0:0 | —   | 0:3 | 2:1 |
| 3   | Спортінг          | 6 | 2 | 1 | 3 | 8  | 9  | −1 | 7  | Перехід в Лігу Європи |  | 2:0 | 1:2 | —   | 0:2 |
| 4   | Марсель           | 6 | 2 | 0 | 4 | 8  | 8  | 0  | 6  |                       |  | 1:2 | 0:1 | 4:1 | —   |

### Група E
| Поз | Команда  | І | В | Н | П | ГЗ | ГП | РГ | О  | Кваліфікація          |  | ЧЕЛ | МІЛ | РБЗ | ДЗА |
| --- | -------- | - | - | - | - | -- | -- | -- | -- | --------------------- |  | --- | --- | --- | --- |
| 1   | Челсі    | 6 | 4 | 1 | 1 | 10 | 4  | +6 | 13 | Вихід в 1/8 фіналу    |  | —   | 3:0 | 1:1 | 2:1 |
| 2   | Мілан    | 6 | 3 | 1 | 2 | 12 | 7  | +5 | 10 | Вихід в 1/8 фіналу    |  | 0:2 | —   | 4:0 | 3:1 |
| 3   | Ред Булл | 6 | 1 | 3 | 2 | 5  | 9  | −4 | 6  | Перехід в Лігу Європи |  | 1:2 | 1:1 | —   | 1:0 |
| 4   | Динамо   | 6 | 1 | 1 | 4 | 4  | 11 | −7 | 4  |                       |  | 1:0 | 0:4 | 1:1 | —   |

### Група F
| Поз | Команда     | І | В | Н | П | ГЗ | ГП | РГ  | О  | Кваліфікація          |  | РМА | РБЛ | ШАХ | СЕЛ |
| --- | ----------- | - | - | - | - | -- | -- | --- | -- | --------------------- |  | --- | --- | --- | --- |
| 1   | Реал Мадрид | 6 | 4 | 1 | 1 | 15 | 6  | +9  | 13 | Вихід в 1/8 фіналу    |  | —   | 2:0 | 2:1 | 5:1 |
| 2   | РБ Лейпциг  | 6 | 4 | 0 | 2 | 13 | 9  | +4  | 12 | Вихід в 1/8 фіналу    |  | 3:2 | —   | 1:4 | 3:1 |
| 3   | Шахтар      | 6 | 1 | 3 | 2 | 8  | 10 | −2  | 6  | Перехід в Лігу Європи |  | 1:1 | 0:4 | —   | 1:1 |
| 4   | Селтік      | 6 | 0 | 2 | 4 | 4  | 15 | −11 | 2  |                       |  | 0:3 | 0:2 | 1:1 | —   |

### Група G
| Поз | Команда             | І | В | Н | П | ГЗ | ГП | РГ  | О  | Кваліфікація          |  | МС  | БОД | СЕВ | КОП |
| --- | ------------------- | - | - | - | - | -- | -- | --- | -- | --------------------- |  | --- | --- | --- | --- |
| 1   | Манчестер Сіті      | 6 | 4 | 2 | 0 | 14 | 2  | +12 | 14 | Вихід в 1/8 фіналу    |  | —   | 2:1 | 3:1 | 5:0 |
| 2   | Боруссія (Дортмунд) | 6 | 2 | 3 | 1 | 10 | 5  | +5  | 9  | Вихід в 1/8 фіналу    |  | 0:0 | —   | 1:1 | 3:0 |
| 3   | Севілья             | 6 | 1 | 2 | 3 | 6  | 12 | −6  | 5  | Перехід в Лігу Європи |  | 0:4 | 1:4 | —   | 3:0 |
| 4   | Копенгаген          | 6 | 0 | 3 | 3 | 1  | 12 | −11 | 3  |                       |  | 0:0 | 1:1 | 0:0 | —   |

### Група H
| Поз | Команда         | І | В | Н | П | ГЗ | ГП | РГ  | О  | Кваліфікація          |  | БЕН | ПСЖ | ЮВЕ | МХА |
| --- | --------------- | - | - | - | - | -- | -- | --- | -- | --------------------- |  | --- | --- | --- | --- |
| 1   | Бенфіка         | 6 | 4 | 2 | 0 | 16 | 7  | +9  | 14 | Вихід в 1/8 фіналу    |  | —   | 1:1 | 4:3 | 2:0 |
| 2   | Парі Сен-Жермен | 6 | 4 | 2 | 0 | 16 | 7  | +9  | 14 | Вихід в 1/8 фіналу    |  | 1:1 | —   | 2:1 | 7:2 |
| 3   | Ювентус         | 6 | 1 | 0 | 5 | 9  | 13 | −4  | 3  | Перехід в Лігу Європи |  | 1:2 | 1:2 | —   | 3:1 |
| 4   | Маккабі (Хайфа) | 6 | 1 | 0 | 5 | 7  | 21 | −14 | 3  |                       |  | 1:6 | 1:3 | 2:0 | —   |

1. 1 2  Голи на виїзді в усіх матчах: Бенфіка 9, ПСЖ 6

## Плей-оф
Кожна зустріч у плей-оф, окрім фіналу, проходить у двоматчевому форматі (вдома та на виїзді).
Процедура жеребкування для кожного раунду виглядає наступним чином:
- У жеребкуванні 1/8 фіналу 8 переможців груп є сіяними, а 8 команд, що посіли друге місце — несіяними. Сіяні команди грають з несіяними. Сіяна команда грає вдома у матчі-відповіді. Команди, що грали в одній групі, чи з однієї асоціації не можуть грати між собою.
- У жеребкуванні 1/4 фіналу та 1/2 фіналу немає сіяних та несіяних, а також відсутні обмеження, що накладалися в 1/8 фіналу, тобто будь-яка команда може грати з будь-якою іншою. Оскільки жеребкування 1/4 та 1/2 фіналу проводяться разом, не буде відомо, які з команд пройшли до 1/2 фіналу. Також жеребкуванням визначається, переможець якого з півфіналів буде номінальним «господарем» у фіналі (лише адміністративно, оскільки фінал проводиться на нейтральному стадіоні).

### Турнірна сітка
|  | 1/8 фіналу              | 1/8 фіналу      | 1/8 фіналу | 1/8 фіналу |                              |                | 1/4 фіналу     | 1/4 фіналу | 1/4 фіналу | 1/4 фіналу |  |  | 1/2 фіналу | 1/2 фіналу | 1/2 фіналу | 1/2 фіналу |  |  | Фінал | Фінал | Фінал | Фінал |
|  |                         |                 |            |            |                              |                |                |            |            |            |  |  |            |            |            |            |  |  |       |       |       |       |
|  | 21 лютого та 15 березня |                 |            |            |                              |                |                |            |            |            |  |  |            |            |            |            |  |  |       |       |       |       |
|  |                         |                 |            |            |                              |                |                |            |            |            |  |  |            |            |            |            |  |  |       |       |       |       |
|  | Ліверпуль               | 2               | 0          | 2          |                              |                |                |            |            |            |  |  |            |            |            |            |  |  |       |       |       |       |
|  | Ліверпуль               | 2               | 0          | 2          | 12 та 18 квітня              |                |                |            |            |            |  |  |            |            |            |            |  |  |       |       |       |       |
|  | Реал Мадрид             | 5               | 1          | 6          |                              |                |                |            |            |            |  |  |            |            |            |            |  |  |       |       |       |       |
|  | Реал Мадрид             | 5               | 1          | 6          | Реал Мадрид                  | 2              | 2              | 4          |            |            |  |  |            |            |            |            |  |  |       |       |       |       |
|  | 15 лютого та 7 березня  |                 |            |            | Реал Мадрид                  | 2              | 2              | 4          |            |            |  |  |            |            |            |            |  |  |       |       |       |       |
|  |                         | Челсі           | 0          | 0          | 0                            |                |                |            |            |            |  |  |            |            |            |            |  |  |       |       |       |       |
|  | Боруссія (Дортмунд)     | Челсі           | 0          | 0          | 0                            | 1              | 0              | 1          |            |            |  |  |            |            |            |            |  |  |       |       |       |       |
|  | Боруссія (Дортмунд)     |                 |            |            | 9 та 17 травня               | 1              | 0              | 1          |            |            |  |  |            |            |            |            |  |  |       |       |       |       |
|  | Челсі                   | 0               | 2          | 2          |                              |                |                |            |            |            |  |  |            |            |            |            |  |  |       |       |       |       |
|  | Челсі                   | 0               | 2          | 2          | Реал Мадрид                  | 1              | 0              | 1          |            |            |  |  |            |            |            |            |  |  |       |       |       |       |
|  | 22 лютого та 14 березня |                 |            |            | Реал Мадрид                  | 1              | 0              | 1          |            |            |  |  |            |            |            |            |  |  |       |       |       |       |
|  |                         | Манчестер Сіті  | 1          | 4          | 5                            |                |                |            |            |            |  |  |            |            |            |            |  |  |       |       |       |       |
|  | РБ Лейпциг              | Манчестер Сіті  | 1          | 4          | 5                            | 1              | 0              | 1          |            |            |  |  |            |            |            |            |  |  |       |       |       |       |
|  | РБ Лейпциг              | 11 та 19 квітня |            |            |                              | 1              | 0              | 1          |            |            |  |  |            |            |            |            |  |  |       |       |       |       |
|  | Манчестер Сіті          | 1               | 7          | 8          |                              |                |                |            |            |            |  |  |            |            |            |            |  |  |       |       |       |       |
|  | Манчестер Сіті          | 1               | 7          | 8          | Манчестер Сіті               | 3              | 1              | 4          |            |            |  |  |            |            |            |            |  |  |       |       |       |       |
|  | 14 лютого та 8 березня  |                 |            |            | Манчестер Сіті               | 3              | 1              | 4          |            |            |  |  |            |            |            |            |  |  |       |       |       |       |
|  |                         | Баварія         | 0          | 1          | 1                            |                |                |            |            |            |  |  |            |            |            |            |  |  |       |       |       |       |
|  | Парі Сен-Жермен         | Баварія         | 0          | 1          | 1                            | 0              | 0              | 0          |            |            |  |  |            |            |            |            |  |  |       |       |       |       |
|  | Парі Сен-Жермен         |                 |            |            | 10 червня – Стадіон Ататюрка | 0              | 0              | 0          |            |            |  |  |            |            |            |            |  |  |       |       |       |       |
|  | Баварія                 | 1               | 2          | 3          |                              |                |                |            |            |            |  |  |            |            |            |            |  |  |       |       |       |       |
|  | Баварія                 | 1               | 2          | 3          | Манчестер Сіті               | Манчестер Сіті | Манчестер Сіті | 1          |            |            |  |  |            |            |            |            |  |  |       |       |       |       |
|  | 14 лютого та 8 березня  |                 |            |            | Манчестер Сіті               | Манчестер Сіті | Манчестер Сіті | 1          |            |            |  |  |            |            |            |            |  |  |       |       |       |       |
|  |                         | Інтер           | Інтер      | Інтер      | 0                            |                |                |            |            |            |  |  |            |            |            |            |  |  |       |       |       |       |
|  | Мілан                   | Інтер           | Інтер      | Інтер      | 0                            | 1              | 0              | 1          |            |            |  |  |            |            |            |            |  |  |       |       |       |       |
|  | Мілан                   | 12 та 18 квітня |            |            |                              | 1              | 0              | 1          |            |            |  |  |            |            |            |            |  |  |       |       |       |       |
|  | Тоттенгем Готспур       | 0               | 0          | 0          |                              |                |                |            |            |            |  |  |            |            |            |            |  |  |       |       |       |       |
|  | Тоттенгем Готспур       | 0               | 0          | 0          | Мілан                        | 1              | 1              | 2          |            |            |  |  |            |            |            |            |  |  |       |       |       |       |
|  | 21 лютого та 15 березня |                 |            |            | Мілан                        | 1              | 1              | 2          |            |            |  |  |            |            |            |            |  |  |       |       |       |       |
|  |                         | Наполі          | 0          | 1          | 1                            |                |                |            |            |            |  |  |            |            |            |            |  |  |       |       |       |       |
|  | Айнтрахт (Франкфурт)    | Наполі          | 0          | 1          | 1                            | 0              | 0              | 0          |            |            |  |  |            |            |            |            |  |  |       |       |       |       |
|  | Айнтрахт (Франкфурт)    |                 |            |            | 10 та 16 травня              | 0              | 0              | 0          |            |            |  |  |            |            |            |            |  |  |       |       |       |       |
|  | Наполі                  | 2               | 3          | 5          |                              |                |                |            |            |            |  |  |            |            |            |            |  |  |       |       |       |       |
|  | Наполі                  | 2               | 3          | 5          | Мілан                        | 0              | 0              | 0          |            |            |  |  |            |            |            |            |  |  |       |       |       |       |
|  | 15 лютого та 7 березня  |                 |            |            | Мілан                        | 0              | 0              | 0          |            |            |  |  |            |            |            |            |  |  |       |       |       |       |
|  |                         | Інтер           | 2          | 1          | 3                            |                |                |            |            |            |  |  |            |            |            |            |  |  |       |       |       |       |
|  | Брюгге                  | Інтер           | 2          | 1          | 3                            | 0              | 1              | 1          |            |            |  |  |            |            |            |            |  |  |       |       |       |       |
|  | Брюгге                  | 11 та 19 квітня |            |            |                              | 0              | 1              | 1          |            |            |  |  |            |            |            |            |  |  |       |       |       |       |
|  | Бенфіка                 | 2               | 5          | 7          |                              |                |                |            |            |            |  |  |            |            |            |            |  |  |       |       |       |       |
|  | Бенфіка                 | 2               | 5          | 7          | Бенфіка                      | 0              | 3              | 3          |            |            |  |  |            |            |            |            |  |  |       |       |       |       |
|  | 22 лютого та 14 березня |                 |            |            | Бенфіка                      | 0              | 3              | 3          |            |            |  |  |            |            |            |            |  |  |       |       |       |       |
|  |                         | Інтер           | 2          | 3          | 5                            |                |                |            |            |            |  |  |            |            |            |            |  |  |       |       |       |       |
|  | Інтер                   | Інтер           | 2          | 3          | 5                            | 1              | 0              | 1          |            |            |  |  |            |            |            |            |  |  |       |       |       |       |
|  | Інтер                   |                 |            |            |                              | 1              | 0              | 1          |            |            |  |  |            |            |            |            |  |  |       |       |       |       |
|  | Порту                   | 0               | 0          | 0          |                              |                |                |            |            |            |  |  |            |            |            |            |  |  |       |       |       |       |
|  | Порту                   | 0               | 0          | 0          |                              |                |                |            |            |            |  |  |            |            |            |            |  |  |       |       |       |       |

### 1/8 фіналу
Жеребкування відбулося 7 листопада 2022 року.
Перші матчі відбулися 14-15 та 21-22 лютого 2022 року, а матчі-відповіді — 7-8 та 14-15 березня 2022 року. 
| Команда 1            | Заг. | Команда 2         | 1-й матч | 2-й матч |
| -------------------- | ---- | ----------------- | -------- | -------- |
| РБ Лейпциг           | 1:8  | Манчестер Сіті    | 1:1      | 0:7      |
| Брюгге               | 1:7  | Бенфіка           | 0:2      | 1:5      |
| Ліверпуль            | 2:6  | Реал Мадрид       | 2:5      | 0:1      |
| Мілан                | 1:0  | Тоттенгем Готспур | 1:0      | 0:0      |
| Айнтрахт (Франкфурт) | 0:5  | Наполі            | 0:2      | 0:3      |
| Боруссія (Дортмунд)  | 1:2  | Челсі             | 1:0      | 0:2      |
| Інтер                | 1:0  | Порту             | 1:0      | 0:0      |
| Парі Сен-Жермен      | 0:3  | Баварія           | 0:1      | 0:2      |

### 1/4 фіналу
Жеребкування відбулося 17 березня 2023 року.
Перші матчі відбулися 11-12 квітня 2023 року, матчі-відповіді — 18-19 квітня 2023 року.
| Команда 1      | Заг. | Команда 2 | 1-й матч | 2-й матч |
| -------------- | ---- | --------- | -------- | -------- |
| Реал Мадрид    | 4:0  | Челсі     | 2:0      | 2:0      |
| Бенфіка        | 3:5  | Інтер     | 0:2      | 3:3      |
| Манчестер Сіті | 4:1  | Баварія   | 3:0      | 1:1      |
| Мілан          | 2:1  | Наполі    | 1:0      | 1:1      |

### 1/2 фіналу
Жеребкування відбулося 17 березня 2023 року. 
Перші матчі відбулися 9-10 травня 2023 року, а матчі-відповіді — 16-17 травня 2023 року.
| Команда 1   | Заг. | Команда 2      | 1-й матч | 2-й матч |
| ----------- | ---- | -------------- | -------- | -------- |
| Мілан       | 0:3  | Інтер          | 0:2      | 0:1      |
| Реал Мадрид | 1:5  | Манчестер Сіті | 1:1      | 0:4      |

### Фінал
Фінал відбудеться 10 червня 2023 року на «Олімпійському стадіоні Ататюрка» у Стамбулі. 17 березня 2023, одразу після жеребкування 1/4 та 1/2 фіналу, було проведено жеребкування для визначення адміністративного (номінального) «господаря» матчу.
| 10 червня 2023 22:00 |

| Манчестер Сіті | 1:0      | Інтер |
| -------------- | -------- | ----- |
| - Родрі 68'    | Протокол |       |

| Олімпійський стадіон Ататюрка, Стамбул Глядачів: 71,412 Арбітр: Шимон Марциняк (Польща) |

## Статистика
Статистика не включає матчі кваліфікаційних раундів.

### Найкращі бомбардири
| Місце | Футболіст            | Клуб            | Голи | ХВ  |
| ----- | -------------------- | --------------- | ---- | --- |
| 1     | Ерлінг Голанн        | Манчестер Сіті  | 12   | 845 |
| 2     | Мохаммед Салах       | Ліверпуль       | 8    | 624 |
| 3     | Кіліан Мбаппе        | Парі Сен-Жермен | 7    | 651 |
| 3     | Вінісіус Жуніор      | Реал Мадрид     | 7    | 975 |
| 5     | Жуан Маріу           | Бенфіка         | 6    | 865 |
| 6     | Віктор Осімген       | Наполі          | 5    | 424 |
| 6     | Роберт Левандовський | Барселона       | 5    | 442 |
| 6     | Мегді Таремі         | Порту           | 5    | 613 |
| 6     | Родріго              | Реал Мадрид     | 5    | 824 |
| 6     | Рафа Сілва           | Бенфіка         | 5    | 826 |
| 6     | Олів'є Жіру          | Мілан           | 5    | 939 |

### Найкращі асистенти
| Місце | Футболіст         | Клуб                   | Передачі | ХВ  |
| ----- | ----------------- | ---------------------- | -------- | --- |
| 1     | Кевін Де Брейне   | Манчестер Сіті         | 7        | 721 |
| 2     | Вінісіус Жуніор   | Реал Мадрид            | 6        | 975 |
| 3     | Жуан Канселу      | Манчестер Сіті Баварія | 5        | 499 |
| 3     | Федеріко Дімарко  | Інтернаціонале         | 5        | 736 |
| 5     | Діогу Жота        | Ліверпуль              | 4        | 263 |
| 5     | Леон Горецка      | Баварія                | 4        | 607 |
| 5     | Ліонель Мессі     | Парі Сен-Жермен        | 4        | 615 |
| 5     | Хвіча Кварацхелія | Наполі                 | 4        | 699 |
| 5     | Алекс Грімальдо   | Бенфіка                | 4        | 900 |
| 5     | Рафаел Леан       | Мілан                  | 4        | 913 |

Примітки
1. ↑  Жуан Канселу грав за Манчестер Сіті на груповому етапі та за Баварію в плей-оф після трансферу під час зимового трансферного вікна.[21]